# Франки
Тази статия се отнася за западноевропейския народ. На Балканите и в Близкия изток „франки“ са наричани участниците в кръстоносните походи. 
Франките са група германски племена, които идват от Фризия и се заселват в късната Римска империя като федерати. Те установяват трайна държава на територията на част от съвременните Франция и Германия (Франкония), образувайки историческото ядро на тези две страни.
Първите сведения за франките се отнасят към 3 век. Тогава възниква съюз на западногерманските племена, обитаващи рейнската граница на Римската империя.
Около 358 г. вече съществуват два франкски военноплеменни съюза: на рипуарските и салическите франки. През 30-те години на 4 век, салическите франки, използвайки затрудненията в империята, увеличават територията си до река Сома.
При Хлодвиг (481 – 511 г.) франките разбиват римския наместник на Галия Сиагрий в битката при Соасон през 486 г. През 496 г. Хлодвиг и семейството му са покръстени и християнството става официална религия сред франките. Той издава и нареждане да бъде направен запис на обичайното право.
Наследниците му също се стремят да копират римските институции, за да легитимират властта си, а Карл Велики дори е провъзгласен за император от римския папа. Франкското кралство е и единственото варварско кралство, което оцелява и дава началото на съвременната едноименна европейска държава.
Франкската държава претърпява множество последователни разделения. Тъй като у франките липсва усещането за res publica, те разглеждат държавата като част от своята частна собственост и съгласно обичая, я делят между живите си синове. Тази практика обяснява донякъде трудностите при точното описание на датите и физическите граници на франкските кралства и владетелите на отделните части. Намаляването на грамотността при франкското управление усложнява проблема – от тях са останали малко писмени сведения. Като цяло, две династии управляват Франкското кралство – първо Меровингите, а след това Каролингите.
Франките участват в народообразуването на съвременните французи, немци и италианци. Езикът на франките оказва силно влияние на латинския език, говорен в Галия и предопределя характера на съвременния френски език като значително отдалечен от латинския за разлика от италианския например.